# Herzog von Piney
Der Titel Herzog von Piney (Duc de Piney) war ein französischer Adelstitel. Die Titelträger werden oft auch als Herzog von Luxemburg (Duc de Luxembourg) bezeichnet, weil der Titel an einen Angehörigen des Hauses Luxemburg-Ligny vergeben wurde. Mit dem gleichnamigen deutschen Herzogstitel hat die französische Bezeichnung nichts zu tun.
Der Herzogstitel wurde im September 1576 an François de Luxembourg verliehen, den dritten Sohn von Antoine de Luxembourg, Graf von Ligny und Brienne. Das Herzogtum wurde dabei aus den Herrschaften Piney, Ramerupt und Montaignon und deren abhängigen Territorien gebildet, die alle in den Grafschaften Chaumont oder Troyes lagen. Im Oktober 1581 wurde das Herzogtum Piney zur Pairie erhoben.
François de Luxembourg starb 1613 und wurde von seinem Sohn Henri (1583–1616) beerbt. Dessen Tochter und Erbin war Marguerite Charlotte de Luxembourg (1607–1680). Sie heiratete 1620 in erster Ehe Léon  d’Albert de Luynes (1582–1630), den jüngeren Bruder von Charles d’Albert, duc de Luynes, der nach Abschluss des Ehevertrags und vor der Hochzeit am 10. Juli 1620 zum 3. Duc de Piney ernannt wurde. Charles Henri de Clermont-Tonnerre (1607–1674), ab 1631 ihr zweiter Ehemann, führte ebenfalls den Titel.
Der geistig behinderte und unter Vormundschaft stehende Sohn von Marguerite Charlotte und Léon, Henri Léon d’Albert de Luxembourg (1630–1697), 4. Duc de Luxembourg, „verzichtete“ am 1. März 1661 auf den Titel. Da seine Mutter gleichzeitig ebenfalls verzichtete, ging der Titel nun an ihre Tochter aus ihrer zweiten Ehe, Madeleine Charlotte de Clermont (1635–1701). Gut zwei Wochen später, am 17. März 1661, heiratete Madeleine Charlotte de Clermont François Henri de Montmorency (1628–1695). Piney wurde im gleichen Monat vom König erneut zur Duché-Pairie erhoben, mit der für ihn uns seine Nachkommen geltenden Maßgabe, Namen und Wappen Luxembourg zu führen. Mit der erneuten Erhebung „verjüngte“ der König automatisch das Alter des Titels von 1581 auf 1661, was Montmorency später in einem Prozess gegen die anderen Pairs als ungültig durchzusetzen versuchte. Erst 1711 wurde durch ein königliches Edikt die Erhebung von 1661 als maßgeblich bestimmt.
Ihr Sohn Charles François I. de Montmorency-Luxembourg (1662–1726), 2. Duc de Piney, war, bevor er 1695 den Luxembourg-Titel erbte, bereits Duc de Beaufort geworden (1689 in Duc de  Beaufort-Montmorency umbenannt). Er war der Vater von Charles François II. de Montmorency-Luxembourg (1702–1764), 3. Duc de Piney. Da dieser keine überlebenden männlichen Nachkommen hatte, ging mit deissen Tod der Titel Duc de Montmorency an seine Enkelin, während der Piney-Grundbesitz von Anne Charles Sigismond de Montmorency-Luxembourg (1737–1803), erworben wurde, der daraufhin zum Duc de Piney wurde. Er war der Sohn von Charles Anne Sigismond de Montmorency-Luxembourg, Duc d’Olonne (1721–1777), und Enkel von Charles Paul Sigismond, Duc de Bouteville (1697–1785), einem Vetter des letzten Herzogs und dessen nächster männlicher Erbe, die beide den Titel Piney nicht annahmen. Sein Sohn Charles Emmanuel Sigismond de Montmorency-Luxembourg (1774–1861) war der letzte Titelträger, da das letzte männliche Mitglied der Familie Montmorency-Luxembourg, Anne Edouard Louis Joseph (1802–1878), den Titel Duc de Beaumont führt.

## Herzöge von Piney

### Haus Luxemburg-Ligny
- François de Luxembourg († 1613), September 1576 Duc de Piney, Oktober 1581 Pair de France
- Henri de Luxembourg (1583–1616), 1613 2. Duc de Luxembourg et de Piney, Pair de France
- Marguerite Charlotte de Luxembourg (1607–1680), 1616 Duchesse de Luxembourg et de Piney, tritt 1630 zurück

### Haus Albert
- Léon d’Albert de Luynes (1582–1630), ihr erster Ehemann, 10. Juli 1620 3. Duc de Piney et de Luxembourg, Pair de France
- Henri Léon d’Albert (1630–1697), deren Sohn, 1630 4. Duc de Piney-Luxembourg, Pair de France, verzichtet 1661

### Haus Clermont-Tonnerre
- Charles Henri de Clermont-Tonnerre (1607–1674), 1631 Marguerite Charlottes zweiter Ehemann, Duc de Luxembourg et de Piney
- Madeleine de Clermont-Tonnerre (1635–1701), deren Tochter, 1661 Duchesse de Luxembourg et de Piney, Pair de France

### Haus Montmorency
- François Henri de Montmorency (1628–1695), deren Ehemann, 1661 Duc de Piney-Luxembourg, Pair de France
- Charles François I. de Montmorency-Luxembourg (1662–1726), dessen Sohn, 1695 2. Duc de Piney-Luxembourg, 1. Duc de Beaufort, 1689 in Duc de Beaufort-Montmorency umbenannt.
- Charles François II. de Montmorency-Luxembourg (1702–1764), dessen Sohn, 3. Duc de Piney-Luxembourg, Pair de France
  - Anne François de Montmorency-Luxembourg (1735–1761), dessen Sohn, Duc de Montmorency-Luxembourg
  - Paul Sigismond de Montmorency-Luxembourg (1664–1731), Bruder von Charles François I., 1696 Duc de Châtillon
  - Charles Paul Sigismond de Montmorency-Luxembourg (1697–1785), dessen Sohn, 1731 2. Duc de Châtillon, 1736 Duc de Bouteville, verzichtet 1764 auf das Herzogtum Piney
  - Charles Anne Sigismond de Montmorency-Luxembourg (1721–1777), dessen Sohn, Duc d’Olonne, Duc de Châtillon, verzichtet 1764 auf das Herzogtum Piney
- Anne Charles Sigismond de Montmorency-Luxembourg (1737–1803), dessen Sohn, 1764 4. Duc de Piney, Pair de France, 1785 3. Duc de Châtillon, Duc d’Olonne
  - Anne Henri Renier Sigismond de Montmorency-Luxembourg (1772–1799), dessen Sohn, Duc de Châtillon
- Charles Emmanuel Sigismond de Montmorency-Luxembourg (1774–1861), dessen Bruder, 1803 5. Duc de Piney-Luxembourg, 4. Duc de Châtillon, 1814 (auf Lebenszeit) bzw. 1815 (erblich) Pair de France, 1817 erblicher Duc-Pair
  - Christian Louis de Montmorency-Luxembourg (1675–1746), Bruder von Charles François I., Prince de Tingry,
  - Charles François Christian de Montmorency-Luxembourg (1713–1787), dessen Sohn, 1765 Duc de Beaumont
  - Anne Christian de Montmorency-Luxembourg (1767–1821), dessen Sohn, 1787 2. Duc de Beaumont, 1814 (auf Lebenszeit) bzw. 1815 (erblich) Pair de France, 1817 erblicher Duc-Pair
- Anne Édouard Louis Joseph de Montmorency-Luxembourg (1802–1878), genannt „Le Duc de Montmorency-Luxembourg“, 1821 3. Duc de Beaumont, 1828 Pair de France, letzter männlicher Angehöriger der Familie Montmorency-Luxembourg, führte den Titel Duc de Piney nicht.